# Informe Flexner
El Informe Flexner es un libro sobre educación médica en los Estados Unidos y en Canadá, escrito por Abraham Flexner y publicado en 1910 con el auspicio de la Fundación Carnegie. Muchos aspectos de la actual escuela Norteamericana de la medicina parte del Informe Flexner y sus secuelas.
El Informe (también llamado Boletín Número Cuatro de la Fundación Carnegie) pidió a las escuelas de medicina estadounidenses promulgar normas de admisión y graduación más altas, y adherirse estrictamente a los protocolos de la ciencia convencional en su enseñanza y la investigación. Muchas escuelas de medicina estadounidenses no alcanzaron el criterio establecido en el Informe Flexner, y, con posterioridad a su publicación, muchas se fusionaron o fueron cerradas por completo. De igual forma, colegios de electroterapia se cerraron. El informe también concluyó que había demasiadas facultades de medicina en los Estados Unidos y que también muchos médicos estaban siendo entrenados de forma inadecuada. Una repercusión del Informe Flexner fue el cierre de varias escuelas de medicina y la consolidación de la formación universitaria de calidad en temas de salud. 